# Mucha Radio
Mucha Radio es una estación de radio argentina que transmite desde la Ciudad Autónoma de Buenos Aires.

## Historia
Comienza a emitirse en febrero de 2016 cuando RQP se traslada al 104.3Mhz. En ese entonces, fue una radio abocada a una fórmula musical sin conductores y volcada a la escena latina.
Casi 4 años después y con la inminente llegada de FM Like, Mucha Radio se apaga por unos meses y resurge el 7 de septiembre del 2020 tras el fallido intento que tuvo el Grupo Octubre para seguir adelante con la grilla que administro durante 3 meses para Radio Del Plata.
Ciclos como Esto no es Hollywood, Mientras tanto y Lado a lado se retoman al aire con el cambio de frecuencia y a partir de allí, se entrelazan con la fórmula musical que tenían y la incorporación de referentes de la escena en la "Época de Oro" para la música.

## Programación
Su grilla se compone de magazines y segmentos de música programada, también tiene un Servicio Informativo focalizado en la coyuntura y la cultura.
Jorge Formento fue la primera Voz Institucional de Mucha Radio; a comienzos del 2023 su rol lo ocupa Daniel Cufré. Marcela Godoy, Giselle Ribaloff, Estefanía "Tiki" Barral, Ailin Reig y Claudia Santamaria son algunas de las voces que forman parte de la grilla.